# 911
| 911                |
| ------------------ |
| Dødsfald - Fødsler |
|                    |

| Gregoriansk kalender | 911 CMXI                |
| Ab urbe condita      | 1664                    |
| Armensk kalender     | 360 ԹՎ ՅԿ               |
| Kinesiske kalender   | 3607 – 3608 庚午 – 辛未 |
| Etiopisk kalender    | 903 – 904               |
| Jødisk kalender      | 4671 – 4672             |
| Hindukalendere       |                         |
| - Vikram Samvat      | 966 – 967               |
| - Shaka Samvat       | 833 – 834               |
| - Kali Yuga          | 4012 – 4013             |
| Iransk kalender      | 289 – 290               |
| Islamisk kalender    | 298 – 299               |

 For alternative betydninger, se 911 (flertydig). (Se også artikler, som begynder med 911)

## Begivenheder
- Rollo får overdraget land i Normandiet

## Dødsfald
- 14. april - Pave Sergius 3. (født ca. 860)
- Ludvig Barnet, konge af Det Østfrankiske Rige (født 893)